# Municipio de Barry (Minnesota)
El municipio de Barry (en inglés: Barry Township) es un municipio ubicado en el condado de Pine en el estado estadounidense de Minnesota. En el año 2010 tenía una población de 585 habitantes y una densidad poblacional de 6,48 personas por km².

## Geografía
El municipio de Barry se encuentra ubicado en las coordenadas 46°1′27″N 92°52′26″O / 46.02417, -92.87389. Según la Oficina del Censo de los Estados Unidos, el municipio tiene una superficie total de 90.23 km², de la cual 89,37 km² corresponden a tierra firme y (0,95 %) 0,86 km² es agua.

## Demografía
Según el censo de 2010, había 585 personas residiendo en el municipio de Barry. La densidad de población era de 6,48 hab./km². De los 585 habitantes, el municipio de Barry estaba compuesto por el 79,32 % blancos, el 18,46 % eran amerindios, el 0,68 % eran de otras razas y el 1,54 % eran de una mezcla de razas. Del total de la población el 2,22 % eran hispanos o latinos de cualquier raza.